# Елеонас (дем Ситония)
Елеонас (на гръцки: Ελαιώνας) е селище в Северна Гърция, на полуостров Ситония. Селото е част от дем Ситония на област Централна Македония и според преброяването от 2001 година има 2 жители. Разположено е на северозападния бряг на Светогорския залив, на няколко километра югоизточно от Метангици.